# David Iñigo
David Carmelo Iñigo (San Miguel de Tucumán, 16 giugno 1934 – 14 giugno 2005) è stato un calciatore argentino, di ruolo centrocampista.

## Carriera

### Club
Ha giocato nel campionato argentino e messicano.

### Nazionale
Con la maglia della nazionale argentina ha totalizzato 4 presenze tra il 1957 ed il 1963, vincendo nel 1957 il campionato sudamericano.

## Palmarès

### Nazionale
- Campeonato Sudamericano de Football: 1

Perù 1957